# Kasbach-Ohlenberg
Kasbach-Ohlenberg är en kommun i Landkreis Neuwied i förbundslandet Rheinland-Pfalz i Tyskland. Kommunen bildades 1 januari 1976 genom en sammanslagning av kommunerna Kasbach och Ohlenberg.
Kommunen ingår i kommunalförbundet Verbandsgemeinde Linz am Rhein tillsammans med ytterligare sex kommuner.